# 戈洛文 (阿拉斯加州)
戈洛文（英語：Golovin），是美国阿拉斯加州的一座城市。该市的人口在2000年为144人，2010年有156人。人口在阿拉斯加州排行第117。